# Tomaž Navinšek
Tomaž Navinšek, slovenski šahist, 20. marec, 1962, Ljubljana.
Navinšek ima šahovski naslov mojstra FIDE (FM).